# 純真短期大学
純真短期大学（じゅんしんたんきだいがく、英語: Junshin Junior College）は、福岡県福岡市南区筑紫丘1-1-1に本部を置く日本の私立大学。1957年創立、1957年大学設置。大学の略称は純真。

## 概観

### 大学全体
- 福岡県福岡市南区に所在する日本の私立短期大学で、設置主体は学校法人純真学園[1]。
- 純真女子短期大学として1957年に1学科体制で開学[2]。その後、学科増設により3学科[注 2]とかなりの規模を擁していたが、現在は、新設の1学科を含め2学科体制となっている。
- 2024年度の入学生を最後に[注釈 1]、短期大学としての使命を終えることが決定した。

### 建学の精神（校訓・理念・学是）
- 純真短期大学における建学の精神は「気品・知性・奉仕の精神を備えた女性の育成」となっている。

### 教育および研究
- 純真短期大学にはこども学科と食物栄養学科が設置されており、いずれも専門職を育成する学科となっている。

### 学風および特色
- 純真短期大学は、学園訓である「気品」・「知性」・「奉仕」の精神を育む少人数教育を行っているところに特徴がある。長年、純真女子短期大学として女子教育に力をいれてきたが、2007年より男女共学となっている。
- 2009年度、財団法人短期大学基準協会の第三者評価より適格認定を受ける。

## 沿革
- 1951年
  - 5月17日 学校法人が成立する[4]。
- 1957年
  - 3月15日 左記を以て文部省[注 3]より短期大学の設置が認可される[5]。
  - 4月1日 純真女子短期大学（じゅんしんじょしたんきだいがく 英称:Junshin Women's Junior College）として以下の学科体制にて開学[6]。
    - 国文科 入学定員40名
- 1958年
  - 5月1日 学生数[7]/定員
    - 国文科 33[注釈 2]/80
- 1959年
  - 4月1日 以下の学科を増設する[注 4]。
    - 家政科 入学定員40名

  - 5月1日 学生数[10]/定員
    - 国文科 40[注釈 2]/80
    - 家政科 55[注釈 2]/40
- 1964年
  - 4月1日 以下の学科を増設する[11]。
    - 英文科 入学定員40名[12]

  - 5月1日 学生数[13]/定員
    - 国文科 69[注釈 2]/80
    - 家政科 80[注釈 2]/80
    - 英文科 ？[注 5]/40
- 1965年
  - 5月1日 学生数[14]/定員
    - 国文科 103[注釈 2]/80
    - 家政科 93[注釈 2]/80
    - 英文科 61[注釈 2]/80
- 1972年
  - 4月1日 家政科の入学定員を40→90に増員し、かつ以下の専攻課程に分離する[注 6]。
    - 家政専攻 入学定員40名
    - 食物栄養専攻 入学定員50名
- 1972年
  - 5月1日 学生数[18]/定員
    - 国文科 82[注釈 2]/80
    - 家政科 
      - 家政専攻 28[注釈 2]/40

    - 食物栄養専攻 48[注釈 2]/50
    - 英文科 108[注釈 2]/80
- 1992年
  - 5月1日 学生数[注 7]/定員
    - 国文科 294[注釈 2]/80
    - 家政科 337[注釈 2]/180
    - 英文科 357[注釈 2]/80
- 1999年
  - 5月1日 学生数[21]/定員
    - 国文科 155[注釈 2]/80
    - 家政科 181[注釈 2]/180
    - 英文科 92[注釈 2]/80
- 2000年
  - 4月1日 英文科を英語科に改称[22]。
- 2003年
  - 4月1日 以下の学科についてはこの年度で学生募集を最終とする[注 8]
    - 国文科
    - 英語科
- 2004年
  - 4月1日 この年度の入学生より国文科に英語科を統合し、かつ再編して以下の学科に改める[23]。
    - 現代コミュニケーション学科 入学定員60名

  - 同 学科及び専攻名を以下の通り改称[23]。
    - 家政科→家政学科
      - 家政専攻→生活文化専攻
- 2005年
  - 3月31日 以下の学科については左記をもって正式に廃止とする[24]。
    - 国文科
    - 英語科

  - 4月1日 以下の学科についてはこの年度で学生募集を最終とする[注 9]。
    - 家政学科生活文化専攻
- 2006年
  - 4月1日 この年度の入学生より家政学科食物栄養専攻を食物栄養学科に改組し、入学定員を50名とする。[25]。
  - 同 以下の学科を増設する。
    - こども学科 入学定員100名
- 2007年
  - 4月1日 男女共学化し純真短期大学に改称[26]。
  - 同 各学科の入学定員を以下の通り変更する。
    - 現代コミュニケーション学科 60→30
    - 食物栄養学科 50→80

  - 同 以下については、この年度で学生募集を最終とする[注 10]。
    - 現代コミュニケーション学科
- 2009年
  - 4月1日 以下の学科については、左記をもって正式に廃止とする[28]。
    - 現代コミュニケーション学科
- 2024年
  - 4月1日 学生募集を最終とする[注釈 1]

## 基礎データ

### 所在地
- 福岡県福岡市南区筑紫丘1-1-1

### 交通アクセス
- 西鉄大牟田線大橋駅下車。徒歩約8分。

### 象徴
- 純真短期大学のカレッジマークは「純」の文字を模ったものとなっている[29]。

## 教育および研究

### 組織

#### 学科
- 食物栄養学科
- こども学科：「幼児教育」・「初等教育」の各コースからなる。

##### 過去の学科体制
- 国文科[注釈 3]→現代コミュニケーション学科[注 11]
- 英語科[注釈 3]
- 家政科
  - 生活文化専攻 入学定員40名[注 12]
  - 食物栄養学科→食物栄養学科

##### 設置計画のあった学科
- 看護学科[注釈 4]
- 臨床検査学科[注釈 4]
- 臨床工学科[注釈 4]
- 診療放射線学科[注釈 4]

#### 専攻科
- なし

#### 別科
- なし

##### 取得資格について
資格
- 保育士：こども学科幼児教育コースにて取得できる。
- 栄養士：食物栄養学科にて取得できる。

教職課程
- 幼稚園教諭二種免許状：こども学科にて取得できる。
- 小学校教諭二種免許状：2008年度よりこども学初等教育コースにて一時的に設置された[32]。
- 栄養教諭二種免許状：食物栄養学科にて設置されていた[32]。

- 以前は取得できた資格
- 中学校教諭二種免許状[注釈 5]　
  - 国語：かつて設置されていた国文科で取得できた。
  - 英語：かつて設置されていた英文科で取得できた。
  - 家庭：かつて設置されていた家政科家政専攻で取得できた。
  - 保健：食物栄養学科の前身である家政科食物栄養専攻で取得できた。
- 司書司書教諭[注釈 5]
  - 司書：かつて設置されていた国文科・英文科で取得できた。
  - 司書教諭：かつて設置されていた国文科・英文科で取得できた。

#### 附属機関
- 福田昌子記念館
- Junshin図書館
- キャリアセンター
- メディアセンター
- Junshinホール

## 学生生活

### 部活動・クラブ活動・サークル活動
- 純真短期大学のクラブ活動には、バレーボール・柔道・合気道・テニス・書道・箏曲・声楽・料理などがある。

### 学園祭
- 純真短期大学の学園祭は「純真祭」と呼ばれ毎年、概ね11月に行われている。かつて家政科があった時代には、ファッションショーが催されていた。

## 大学関係者と組織

### 大学関係者組織
- 純真短期大学・純真女子短期大学同窓会組織がある。

### 大学関係者一覧

#### 大学関係者
- 福田昌子：初代学長

#### 出身者
- 日下部基栄 – 柔道選手（シドニーオリンピック銅メダル）
- 山下まゆみ – 柔道選手
- シシリア・ナイシガ – 柔道選手
- 濱野千穂 – 柔道選手
- 浜崎朱加 – RIZINファイター
- 吉永真樹 - KKT熊本県民テレビアナウンサー

## 施設

### キャンパス内
- 純真学園本部
- 短期大学本館
- メダリスト武道館：柔道選手としてシドニーオリンピックで銅メダルを受賞した、本短大のOPである日下部基栄にちなんで命名されたものとみられる。
- 医療棟
- 建築棟
- 純真の森：庭園となっている
- ローソン純真短期大学店
- テニスコート
- グラウンド
- バイオ棟

### 施設内
- 多目的演習室
- 造形室
- 保育実習室
- 調理実習室
- FM放送局
- 学生ホールほか

### 寮
- 純真短期大学には、「筑紫丘寮」がある。

## 対外関係

### 系列校
- 純真学園大学
- 埼玉純真短期大学
- 純真高等学校

## 社会との関わり
- 2008年度を目途に医療系の4学科を新設する予定となっていたが[注釈 4]、同年2月に不正行為が発覚したため実現されず。その後、純真学園大学が設置認可され、同様の学科構成で2011年度に開学した。

## 広告
- ラッピングバス・列車は以下のとおりである。
  - 西鉄8000形
  - 西鉄バス

## 卒業後の進路について

### 編入学・進学実績
- 国文科：国士舘大学・福岡女学院大学ほか
- 英文科：九州産業大学ほか
- 家政科
  - 家政専攻：東和大学・富士大学ほか
  - 食物栄養専攻：山口県立大学・実践女子大学・九州栄養福祉大学・中村学園大学・長崎国際大学・別府大学ほか
- 現代コミュニケーション学科：筑紫女学園大学ほか